# Laszlovszky-major
A Laszlovszky-major Budapest XII. kerületében, a Zugligeti út 58-60. szám alatt található. Ma a Magyar Máltai Szeretetszolgálat központjának ad helyet.

## Története
A telek már a II. József által elrendelt kataszteri térképezéskor 1789 előtt készült Kayser-féle térképen szerepel, amely összesen nyolc darab budai hegyvidéki építményt tüntet fel, de a Laszlovszky-major épülete még nincsen rajta. A telek 1793-tól Buda egyik leggazdagabb polgára, Laszlovszky József tulajdonában volt, és 1795-ben már három épületet is feltüntet egy várostérkép, melyet Hainits Ferenc városi mérnök készített. A térkép felirata: „Herr Jos. Von Laszlovszky's Tusculanum”. 1820 körül épült a ma is álló építmény őse, de az eredeti épületek is álltak még 1836-ban. A majorsághoz a Hunyad-oromtól (akkor Laszlovszky-hegy) a mai Szent János Kórházig (akkor Laszlovszky-vám) húzódó hatalmas szőlősterület tartozott.
Az idősebb Laszlovszky József 1818-ban meghalt, és fia, ifjabb Laszlovszky József örökölte. A majorban körülbelül 1820-tól működött a 19. századi Zugliget három előkelő vendéglőjének egyike. A századfordulóig „sikk lett” az úri és nagypolgári körökben kimenni a Laszlovszkyhoz. A vendéglő melletti kocsma megnyitásával már a középrétegek is látogatták. Népszerűsége indokolta, hogy 1832-től az első rendszeres omnibuszjárat első három vonala – a Széna térről, a tabáni Szarvas térről és a Bécsi-kaputól – ide indult. Ennek ellenére Fényes Elek 1837-ben a „1/2 órányi messzeségre... a regényes hegyek között” lévő szórakozóhelyről még távolsága miatt nincs jó véleménnyel. Az 1840-es évek végén gőzvasutat terveztek ide, ami nem valósult meg. Az 1868. júniusában indított első budai lóvasút is a Lánchíd budai hídfőjétől a Laszlovszky-majorig közlekedett, majd ezeket 1896-ban az első budai villamosok váltották fel. A mai Zugligeti út neve akkoriban Laszlovszky út volt, az 1870-es név- és lakcímjegyzék még így tartalmazza. Az 1876. április 30-án átadott Margit híddal a pesti belváros előtt is megnyílt a közvetlen, átszállás nélküli út lehetősége, amely nagy fellendülést hozott az egyébként is nagy forgalmú majornak.
Az 1848–49-es forradalom és szabadságharc alatt Görgei Artúr 1849. május 6-án reggel a Remetéhez címzett városmajori vendéglőből ide helyezte át főhadiszállását, és május 10-én innen költözött át a nagy-sváb-hegyi Óra-villába, mivel a majorból nem lehetett a hadszíntérre látni. Ez az epizód Jókai Mór A kőszívű ember fiai című regényében is említésre kerül. A Virányos-Kútvölgyi Gazdasági és Kulturális Egyesület a Hadimúzeum kezdeményezésére emléktáblát állított 1927-ben.
Az 1850-es években a fővárosban nagy népszerűségnek örvendő jelentős vagyonú ügyvéd, Pest első közjegyzője, Szekrényessy József bérelte ki a majort, hova saját szervezésű omnibuszjáratot indított. Az épületben polgári társas összejöveteleket szervezett és jelentős kölcsönkönyvtárat hozott létre.
A Laszlovszky család 1901-ben az Angolkisasszonyok rendjének eladta a major egy részét. Ekkor a vendéglő szerepét a közeli Szarvas-kocsma vette át. A majorban általános iskolát és négyosztályos középiskolát működtettek. 1949-től a „Koltói Anna Leánynevelő Otthon” vette át az angolkisasszonyok helyét, 1954-től a „Szilágyi Erzsébet Nevelőintézet”. 1998-ban a katolikus egyház kapta meg. A majorépület az államosítást követően több tulajdonos és kezelőváltás után 1999-től a Magyar Máltai Szeretetszolgálat tulajdonában van.
A területen ma álló építmények legrégebbije az ifjabb Laszlovszky József által 1820-ban emelt majorsági épület. Földszintes, U-alaprajzú, 503 m² területű. Ebben működik ma a Magyar Máltai Szeretetszolgálat központja. Felújításával jelenleg a lehető legnagyobb mértékben hasonlít az eredeti épülethez. A majorság területén állt még a család villája is, amelyben ma a Fővárosi Önkormányzat Öregek Otthona működik. Stílusa német reneszánsz, főbejárata az emeleti szintre vezet az utca és a telek nagy szintkülönbsége miatt. A korábbi zugligeti körzeti orvosi rendelőt, amely szintén a majorhoz tartozó épület volt, időközben lebontották.